# Payrignac
Payrignac is een gemeente in het Franse departement Lot (regio Occitanie) en telt 677 inwoners (2005). De plaats maakt deel uit van het arrondissement Gourdon.
In 1952 werden hier de Grottes de Cougnac met prehistorische kunst ontdekt.

## Geografie
De oppervlakte van Payrignac bedraagt 22,0 km², de bevolkingsdichtheid is 30,8 inwoners per km².
De onderstaande kaart toont de ligging van Payrignac met de belangrijkste infrastructuur en aangrenzende gemeenten.

## Demografie
Onderstaande figuur toont het verloop van het inwonertal (bron: INSEE-tellingen).